# Johann Schwarzhuber
Johann Schwarzhuber (Tutzing, 29 août 1904 - Hameln, 3 mai 1947)  est un SS-Obersturmführer allemand ayant servi dans les camps de concentration nazis.

## Biographie
Schwarzhuber se marie en 1936 et est père de deux enfants. Le 8 avril 1933, il rejoint le NSDAP (membre 1 929 969) et devient membre de la SS (membre 142 388). Le 5 mai 1933, il devient gardien au camp de Dachau. En 1935, il devient Blockführer et plus tard Rapportführer à Dachau. Le 1er septembre 1939, il est transféré au camp de concentration de Sachsenhausen et travaille comme Kommandofuhrer.
Le 1er septembre 1941, il est envoyé à Auschwitz à la tête d'un sous-camp. Du 22 novembre 1943 à novembre 1944, il est l'officier responsable du camp des hommes à Auschwitz-Birkenau. Il crée un groupe de musique dans le camp constitué par des détenus pour jouer ses chansons préférées. Les témoignages rapportent la cruauté dont il a notamment fait preuve envers la jeune Cilka Klein, en la réduisant au stade d’esclave sexuelle à usage personnel. Ce témoignage est par ailleurs raconté dans les livres Le Tatoueur d'Auschwitz et Le Voyage de Cilka. 
Le 11 novembre 1944, il est renvoyé au camp de concentration de Dachau et dirige un sous-camp. Le 12 janvier 1945, il est envoyé au camp de Ravensbrück jusqu'à la dissolution du camp en avril 1945. Parmi ses responsabilités, le gazage des déportés et de nombreuses exécutions. D'après la déposition du major Steward au procès de Fritz Suhren, c'est sans doute Schwarzhuber qui aurait introduit la chambre à gaz à Ravensbrück.
Il est arrêté par l'armée britannique et condamné à mort le 3 février 1947. Il est pendu le 3 mai 1947.